# Cal Cuc
Cal Cuc és un edifici del municipi d'Esparreguera (Baix Llobregat) inclòs en l'Inventari del Patrimoni Arquitectònic de Catalunya.
És un edifici de planta baixa i dos pisos. Totes les obertures són d'arc rebaixat amb una motllura a la part inferior; a la planta baixa hi ha la porta d'entrada al centre i una finestra a banda i banda (com actualment són dos immobles han afegit una petita porta en un dels extrems) i en els pisos superiors tres balcons per planta. Una motllura separa les diferents plantes. Dos terços de la façana tenen el pis inferior decorat amb rajoles i els superiors estan pintats de groc i, les motllures, de marró. L'últim terç està tot pintat de blanc.